# I زفيكي 18

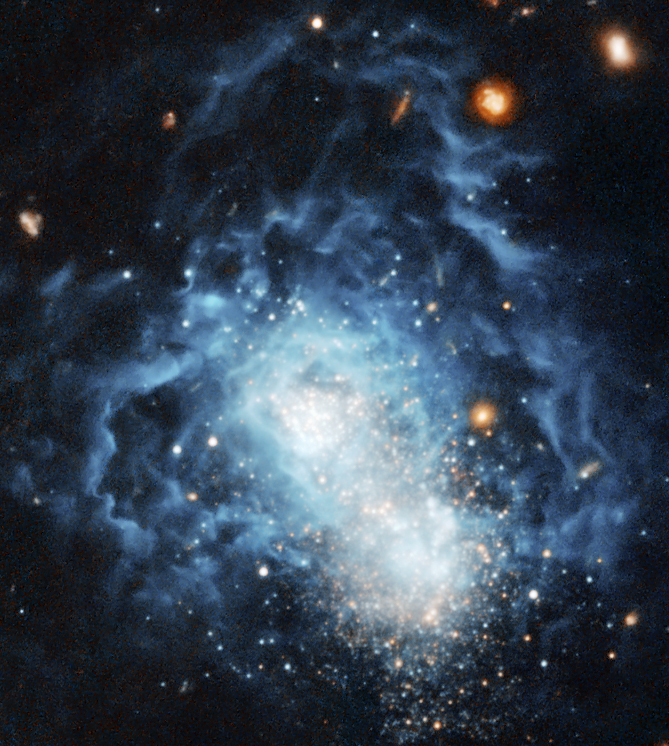
I Zwick 18

I zwicky 18 مجرة قزمة غير منتظمة تبعد عنا نحو 45 مليون سنة ضوئية ، بدأت تتكون فيها النجوم منذ حوالي 500 مليون سنة.
تجدر الإشارة إلى أن مجرة درب التبانة بدأت تتكون فيها النجوم منذ 12 مليار سنة.
وقد اكتشفت المجرة من قبل فريتز زفيكي عام 1930 وهي تتكون بشكل أساسي من عنصري الهيدروجين والهيليوم.

## عمرها
قادت الدراسات التي أجريت في مرصد بالومار قبل حوالي 40 عامًا علماء الفلك إلى الاعتقاد بأن المجرة اندلعت بتشكيل نجمي بعد مليارات السنين من جيرانها من المجرات. عادةً ما توجد المجرات التي تشبه المظهر الشاب لـ I Zwicky 18 في بدايات الكون فقط. اقترحت الملاحظات المبكرة باستخدام تلسكوب هابل الفضائي عمرًا يبلغ 500 مليون سنة لـ I Zwicky 18.
من وجهة نظر نظرية ، افترض علماء الفلك وجود مجرات قزمة شابة في كون بارد يسيطر عليه المادة المظلمة. الأقزام الذين لا يتجاوز عمرهم 500 مليون سنة سيكونون ، مع ذلك ، أضعف بكثير من أنا زفيكي 18. لذلك من غير المحتمل أن تكون أنا زويكي 18 قد تكونت جميع نجومها مؤخرًا في كون مادة مظلمة باردة.
وجدت الملاحظات اللاحقة باستخدام تلسكوب هابل الفضائي نجومًا خافتة وقديمة موجودة داخل المجرة ، مما يشير إلى أن تكوين نجمها بدأ منذ ما لا يقل عن مليار سنة وربما منذ ما يصل إلى عشرة مليارات سنة. وبالتالي ، قد تكون المجرة قد تكونت في نفس الوقت مثل معظم المجرات الأخرى.

## محتوياتها
أي زويكي 18 ومكونه أو رفيقه أي زويكي 18 ج
أظهرت الملاحظات الطيفية باستخدام التلسكوبات الأرضية أن المجرة I Zwicky 18 تتكون بشكل حصري تقريبًا من الهيدروجين والهيليوم ، وهما المكونان الرئيسيان اللذان تم تكوينهما في الانفجار العظيم. يشير التركيب البدائي للمجرة إلى أن معدل تكوين النجوم فيها كان أقل بكثير من معدل تكوّن النجوم في المجرات الأخرى ذات الأعمار المماثلة. تمت دراسة المجرة باستخدام معظم تلسكوبات ناسا ، بما في ذلك تلسكوب سبيتزر الفضائي ، و مرصد تشاندرا الفضائي للأشعة السينية ، ومستكشف الأشعة فوق البنفسجية الطيفي (FUSE). ومع ذلك ، فإنه لا يزال لغزا لماذا شكلت المجرة I Zwicky 18 عددًا قليلاً جدًا من النجوم في الماضي ، ولماذا تشكل العديد من النجوم الجديدة في الوقت الحالي.
في عام 2015 ، وجدت دراسة أن منطقة كبيرة جدًا من الهيليوم المؤين في هذه المجرة الصغيرة ، والتي تميل إلى أن تكون أكثر تكرارا في المجرات البعيدة جدا مع وجود القليل من المعادن. يشير تأين الهليوم إلى وجود أجسام تنبعث منها إشعاعات مكثفة بما يكفي لطرد الإلكترونات من ذرات الهيليوم. لذلك استنتج العلماء أن I Zwicky 18 يجب أن يحتوي على نجوم المجموعة الثالثة ، والتي تكاد تكون غائبة في جميع المجرات الأخرى في الكون المحلي.

## المسافة
تمكن علماء الفلك في معهد علوم تلسكوب الفضاء في بالتيمور ، ماريلاند و وكالة الفضاء الأوروبية من تعيين المسافة من خلال ملاحظة متغير Cepheid النجوم داخل مجرة I Zwicky 18. نبضة هذه النجوم الضخمة الوامضة بإيقاع منتظم. يرتبط توقيت نبضاتها مباشرة بسطوعها. حدد فريق الباحثين السطوع المرصود لثلاثة سيفيدات وقارنوها بـ السطوع الفعلي الذي تنبأت به النماذج النظرية. وتم حساب هذه النماذج على وجه التحديد وتنبين نقص I Zwicky 18 في العناصر الثقيلة ، مما يشير إلى أن نجوم المجرة تكونت قبل وفرة هذه العناصر في الكون. تم التحقق من صحة المسافة Cepheid أيضًا من خلال السطوع المرصود للنجوم الحمراء الأكثر سطوعًا التي يزيد عمرها عن مليار سنة.
تشير بيانات هابل إلى أن I Zwicky 18 يبعد 59 مليون سنة ضوئية من الأرض. قد تفسر المسافة الأكبر من المتوقع للمجرة سبب صعوبة اكتشاف الفلكيين للنجوم الأقدم والأكثر خفوتًا داخل المجرة. النجوم الباهتة القديمة في I Zwicky 18 في حدود دقة وحساسية هابل تقريبًا.

## تصنيفها
تصنف I Zwicky 18 على أنها مجرة قزم غير منتظمة وأيضًا مجرة مضغوطة زرقاء  ومجرة نجمية. إن I Zwicky 18 أصغر بكثير من مجرتنا درب التبانة ولا يتجاوز عرضه 3000 سنة ضوئية. ربما لا يزال I Zwicky 18 يصنع نجوم المجموعة الثالثة - يوضح التحليل الطيفي أن نجومه تتكون بالكامل تقريبًا من الهيدروجين والهيليوم ، مع وجود عناصر أثقل غائبة تمامًا تقريبًا. العقدان المركزة ذات اللون الأبيض المزرق المدمجة في قلب المجرة هما منطقتان رئيسيتان للانفجار النجمي حيث تتشكل النجوم بمعدل غاضب. إن الخيوط الزرقاء الهشة المحيطة بمناطق الانفجار النجمي المركزية هي فقاعات من الغاز تطايرت بفعل الرياح النجمية وانفجارات المستعرات الأعظمية من جيل سابق من النجوم الشابة الساخنة. يتم تسخين هذا الغاز الآن عن طريق الأشعة فوق البنفسجية المكثفة التي يطلقها جيل جديد من النجوم الشابة الساخنة.

## اقرأ أيضا
- مجرة بيكابو